# Eumorpha labruscae

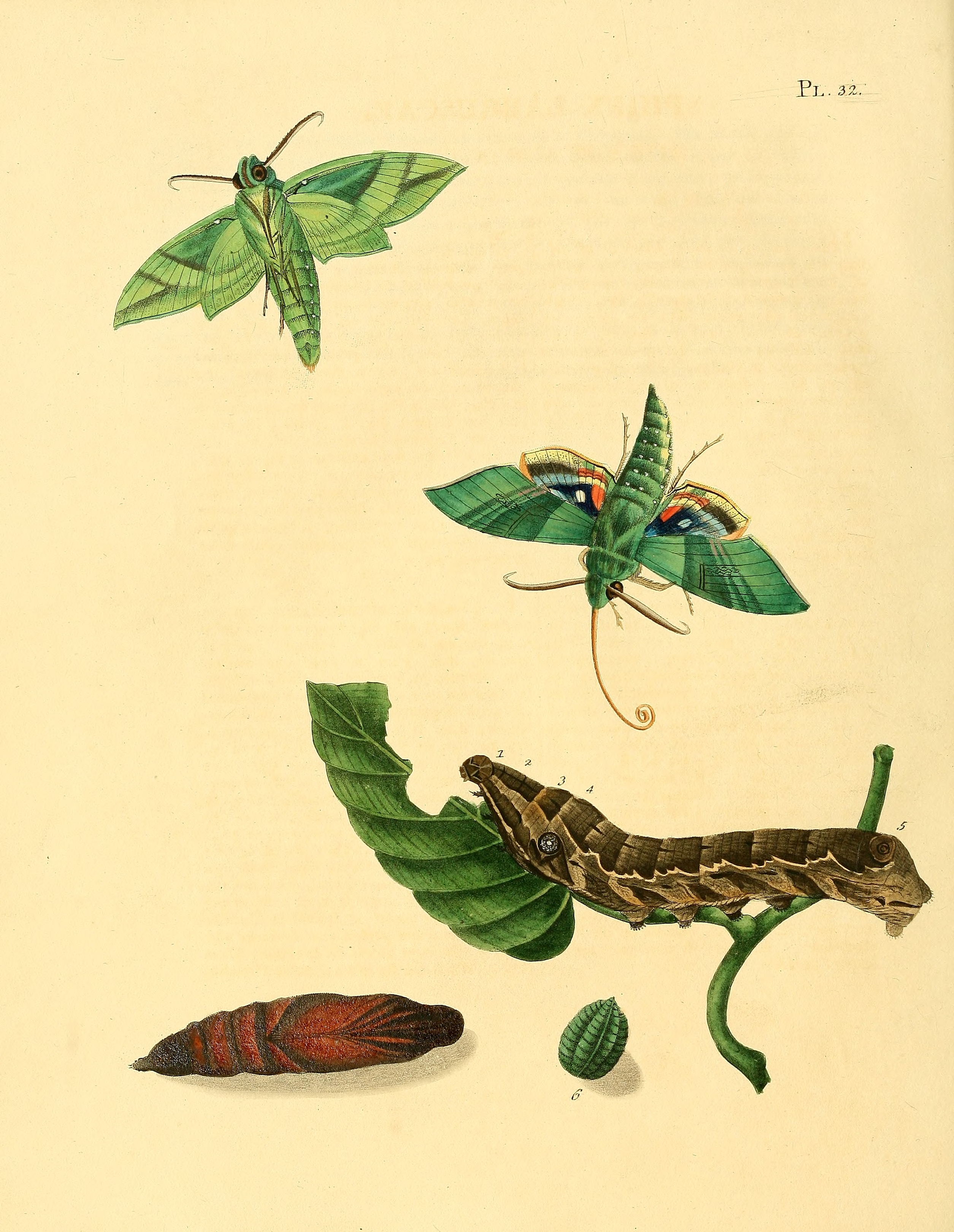
Entwicklungsstadien von Eumorpha labruscae

Eumorpha labruscae ist ein Schmetterling (Nachtfalter) aus der Familie der Schwärmer (Sphingidae). Die Raupen können mit ihrem Aussehen eine kleine Schlange perfekt imitieren.

## Merkmale
Die Falter erreichen Vorderflügellängen von 52 bis 58 Millimetern. Körper und Vorderflügel weisen eine grüne Grundfarbe auf; die Hinterflügel sind mittig dunkel bläulich mit hellem Fleck; nahe am Flügelinnenrand befindet sich ein rotoranger Fleck, der Richtung Außenrand ausstrahlt; der Außenrand ist größtenteils gelblich gesäumt. Die Farbe der Falter ist nicht variabel.

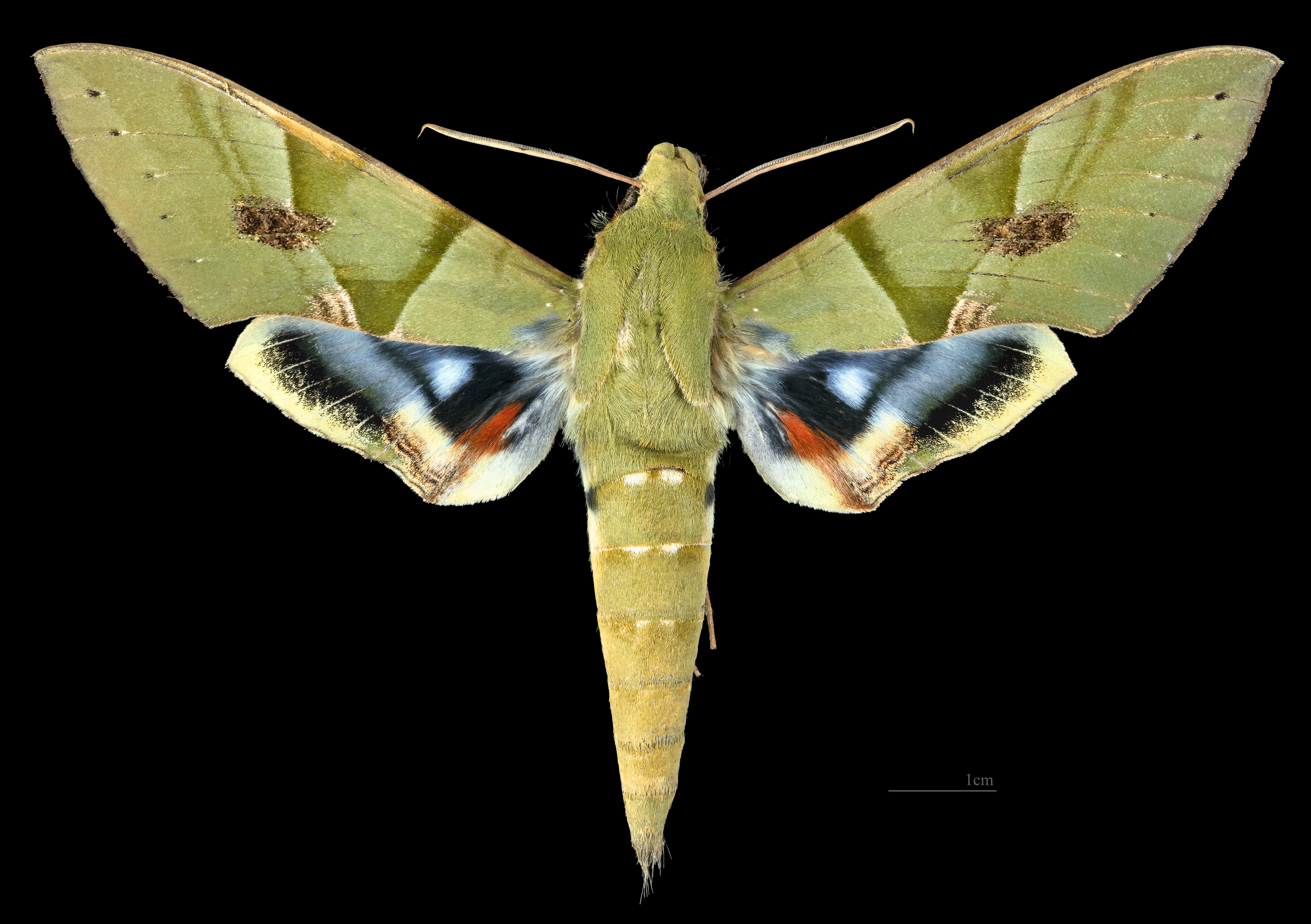
Eumorpha labruscae ♂
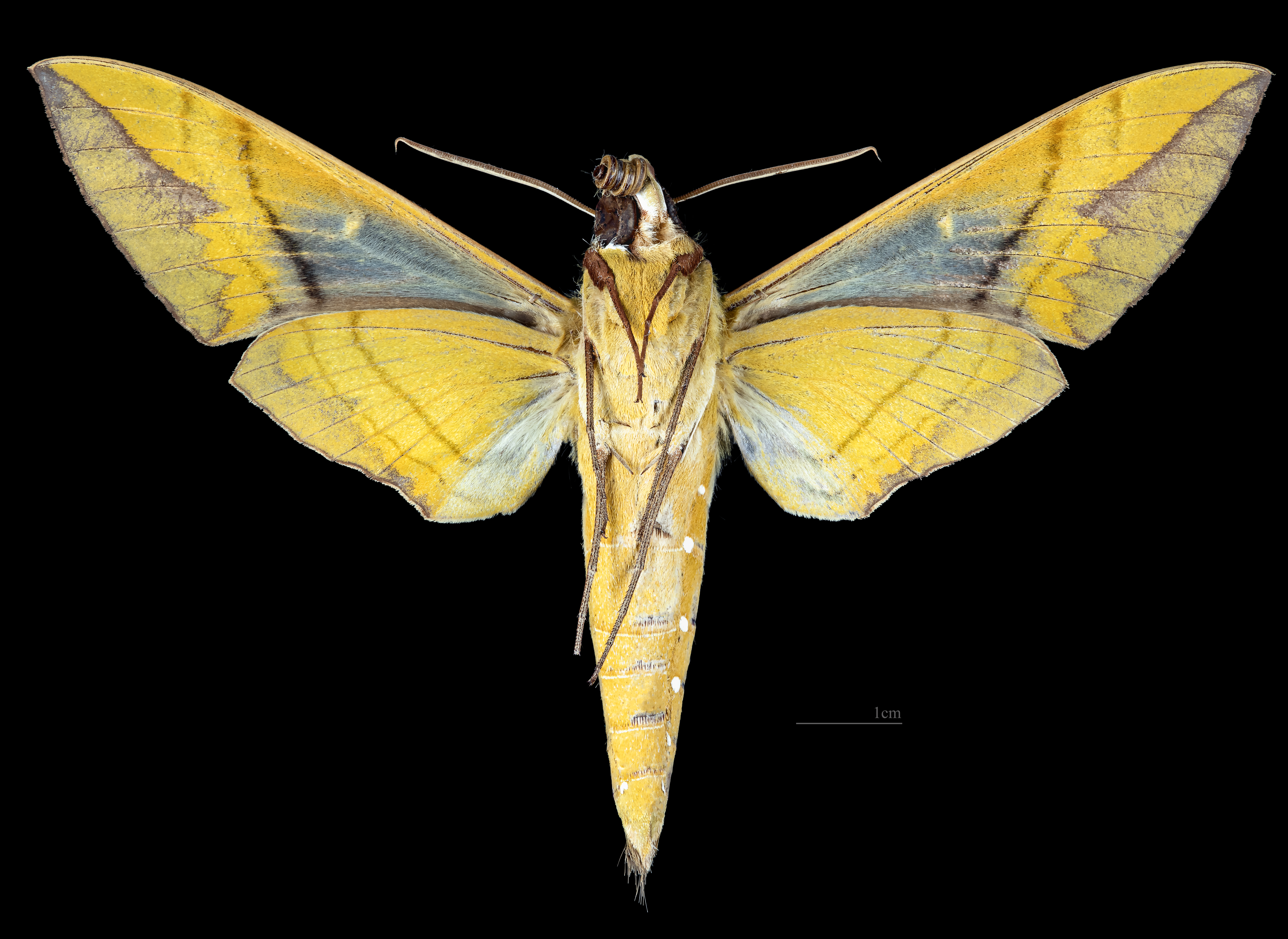
Eumorpha labruscae ♂ △
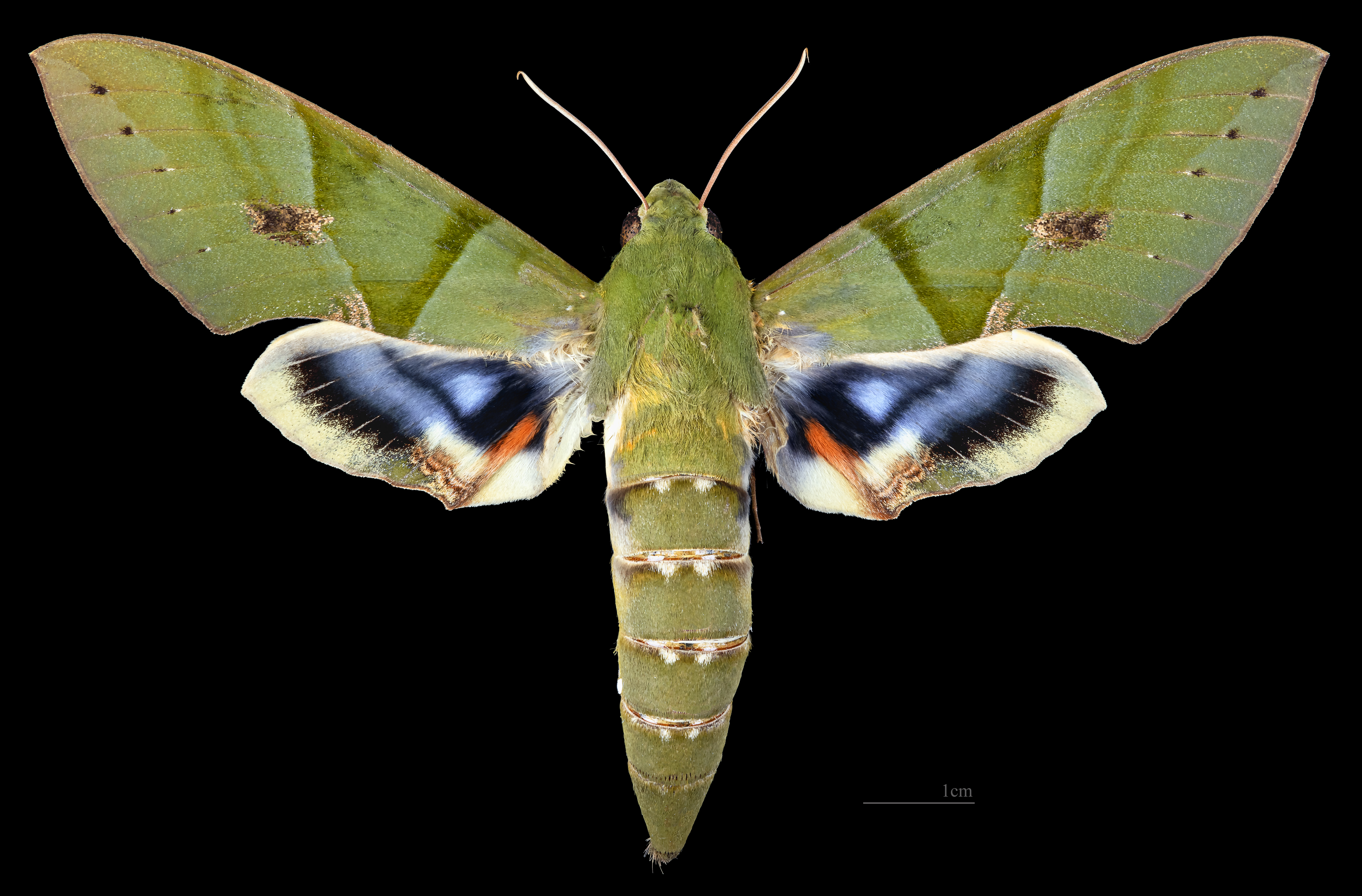
Eumorpha labruscae♀
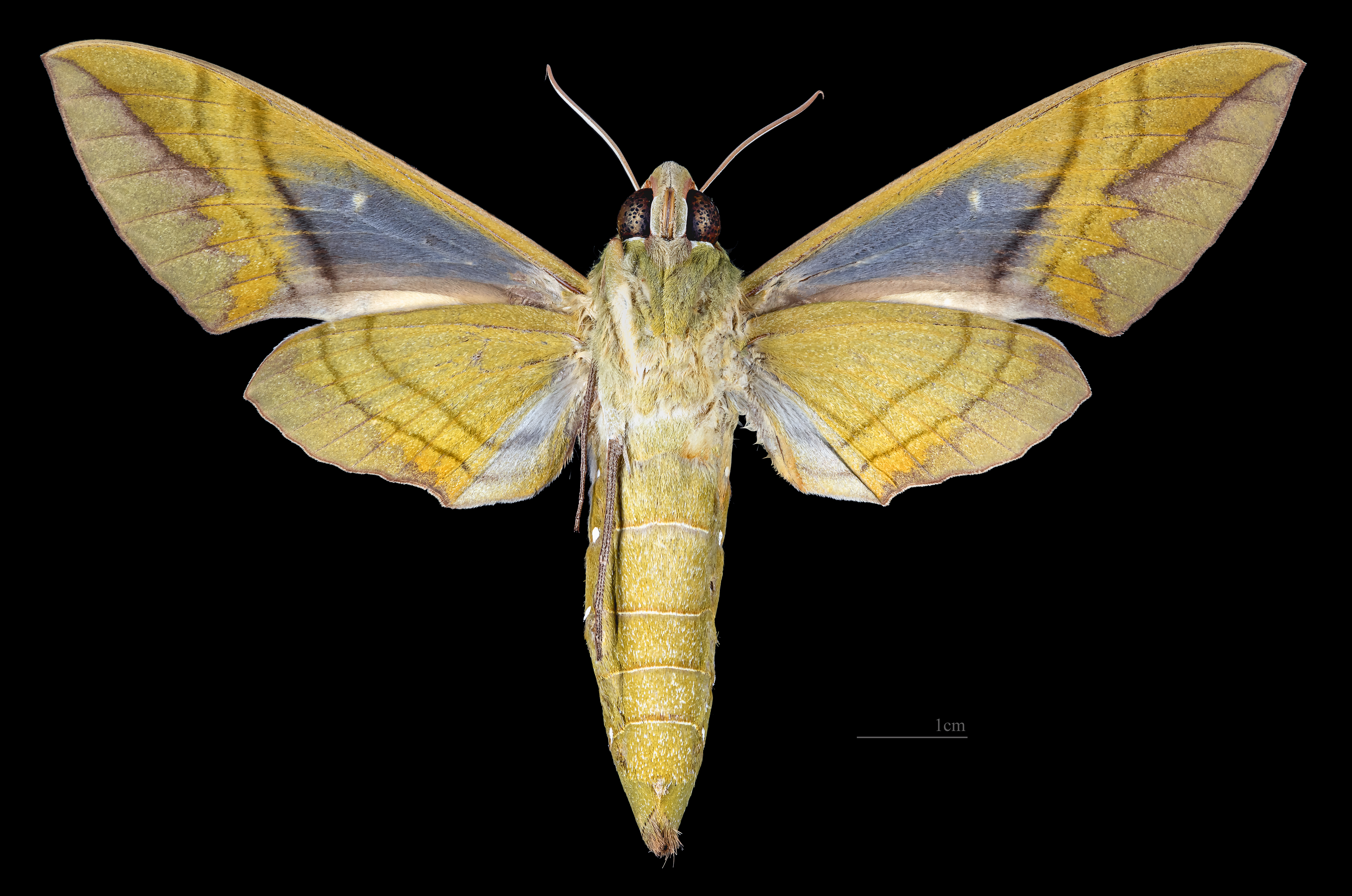
Eumorpha labruscae  ♀ △

Die Raupen sind im ersten Stadium rötlich-braun und haben sechs gut erkennbare, weiße Flecken um die Stigmen. Der Kopf, die Thorakalbeine, die Bauchbeine, der Nachschieber und die Basis des Analhorns sind hell orangerot. Der Rest des sehr langen Analhorns ist schwarz, seine Spitze ist nach vorn gekrümmt. In den folgenden drei Stadien sind die Flecken um die Stigmen limettengrün. Am unteren Bereich der Thoraxsegmente befinden sich mehrere violette Punkte. Ein gut abgegrenzter Augenfleck befindet sich am dritten Thoraxsegment. Der Körper ist braun und schwarz gefleckt und ähnelt einer Schlangenhaut. Im letzten Stadium fehlen das Analhorn und sämtliche hellen Zeichnungen.
Die Puppe ist mahagonibraun und hat eine matte, glatte Oberfläche. Der Kremaster ist ziemlich breit und hat eine einzelne kurze Spitze.

## Vorkommen
Die Art ist in der Neotropis verbreitet und kommt südlich zumindest bis Bolivien, Paraguay und Argentinien vor. Sie tritt aber auch in Florida, vor allem im Süden auf. Raupenfunde im Norden Floridas kommen gelegentlich vor; ungewöhnlich ist ein Fund zweier ausgewachsener Raupen an Jungfernreben nahe Regina (Saskatchewan) in Kanada. Als Falter werden die ausdauernden Flieger in weiten Teilen der Vereinigten Staaten, wenn auch selten und unregelmäßig, nachgewiesen, wie etwa in Texas, Michigan, Minnesota und Maine.

## Lebensweise
Die Imagines schlüpfen in Gefangenschaft am Morgen, deutlich nach Sonnenaufgang oder kurz vor Mitternacht. Letztere Tiere bleiben bis zum nächsten Abend inaktiv. Die Falter geben quietschende Geräusche von sich, wenn sie gestört werden und setzen auch die Sporen auf ihren Tibien ein. In Florida wird die Art nur selten am Licht gefangen, es ist jedoch unklar, ob dies nur damit zusammenhängt, dass man bislang nicht in den geeigneten Lebensräumen gesammelt hat. Die Falter wurden dabei beobachtet, wie sie Nektar an Asystasia gangetica saugten.

### Flug- und Raupenzeiten
In ihrem tropischen Verbreitungsgebiet fliegt die Art ganzjährig in kontinuierlich aufeinander folgenden Generationen. In Nordamerika fliegen die Falter in einer Generation im Herbst.

### Nahrung der Raupen
Die Raupen ernähren sich in Florida von Cissus verticillata und Cissus sicyoides. Ansonsten hat man die Raupen an Cissus incisa, Cissus verticillata, Cissus pseudosicyoides, Cissus alata, Eupatorium odoratum, Heusenkräutern (Ludwigia), Magnolien (Magnolia), Jungfernreben (Parthenocissus) und Weinrebe (Vitis vinifera) nachgewiesen. In Peru sollen sie nur an Ampelopsis fressen.

## Entwicklung
Die Weibchen legen ihre Eier einzeln auf der Ober- wie Unterseite von Blättern, aber auch den Ranken der Nahrungspflanzen ab. Die Raupen suchen nach dem Schlupf die jungen Triebe der Pflanzen auf. Im ersten Stadium ruhen sie häufig auf den rötlich gefärbten Ranken, wo man sie praktisch nicht erkennen kann. Später neigen sie dazu, auf den hölzernen Teilen der Pflanzen zu ruhen. Sie sind nachtaktiv. Im letzten Stadium ziehen die Raupen bei Störung ihren Kopf und die ersten beiden Thoraxsegmente in das dritte, verdickte Segment zurück, wodurch sie mit ihrer Färbung perfekt eine kleine Schlange imitieren. Die Verpuppung erfolgt in einer Erdhöhle mehrere Zentimeter tief im Boden.